# Казали (Ђенова)
Казали је насеље у Италији у округу Ђенова, региону Лигурија.
Према процени из 2011. у насељу је живело 93 становника. Насеље се налази на надморској висини од 125 м.